# N436 (België)
De N436 is een gewestweg in België in tussen Zelzate (R4) en Kaprijke (N456). 
De weg heeft een lengte van ongeveer 16 kilometer. De gehele weg bestaat uit twee rijstroken voor beide rijrichtingen samen.

## Plaatsen langs de N436
- Zelzate
- Assenede
- Bassevelde
- Kaprijke